# Huerta de Valdecarábanos (kommunhuvudort)
Huerta de Valdecarábanos är en kommunhuvudort i Spanien.   Den ligger i provinsen Toledo och regionen Kastilien-La Mancha, i den centrala delen av landet, 60 km söder om huvudstaden Madrid. Huerta de Valdecarábanos ligger 624 meter över havet och antalet invånare är 1 728.
Terrängen runt Huerta de Valdecarábanos är lite kuperad. Runt Huerta de Valdecarábanos är det glesbefolkat, med 19 invånare per kvadratkilometer. Närmaste större samhälle är Aranjuez, 18,7 km norr om Huerta de Valdecarábanos. Trakten runt Huerta de Valdecarábanos består till största delen av jordbruksmark.